# بترل بولوير

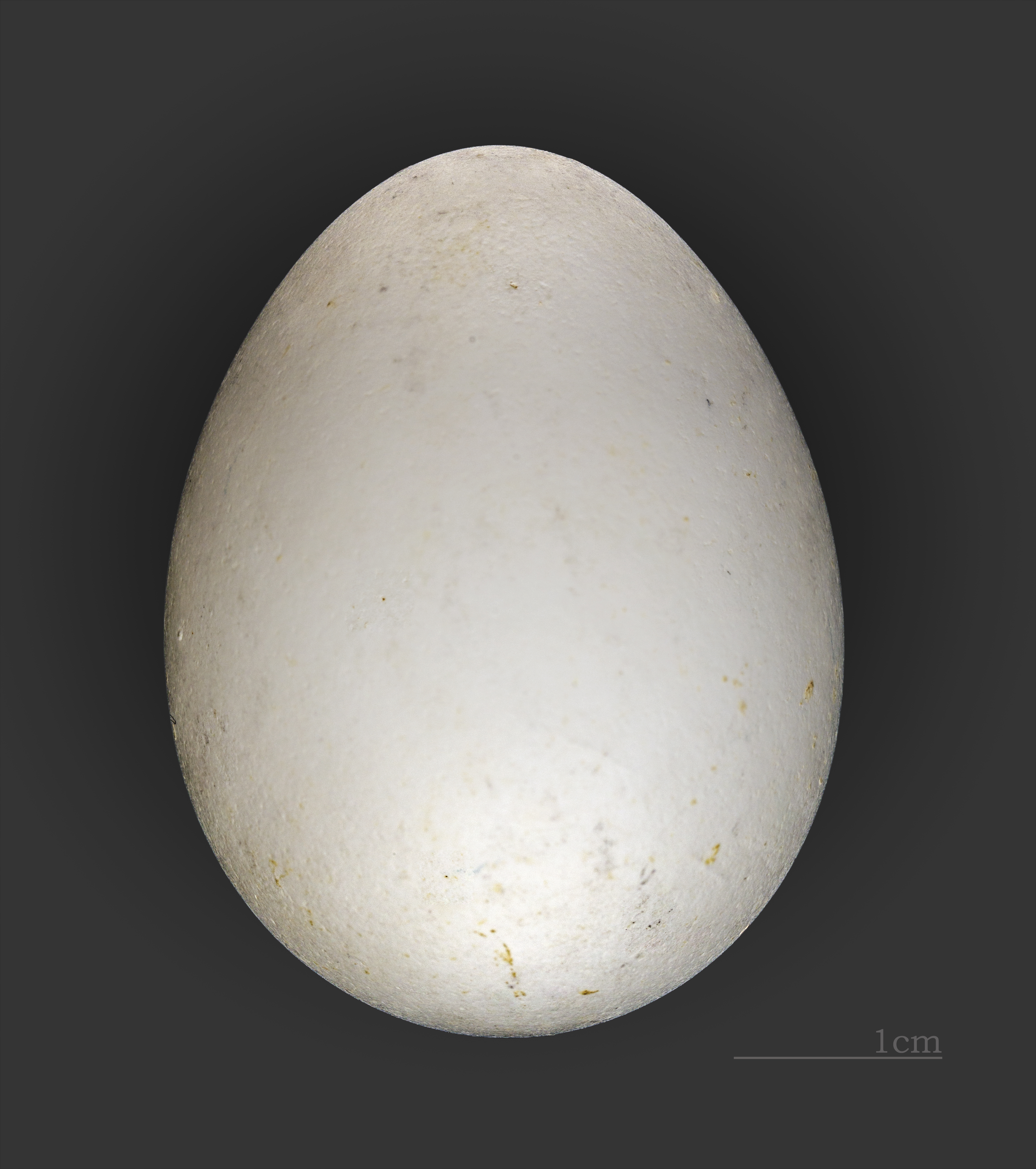
بترل بولوير

بترل بولوير (الاسم العلمي: Bulweria bulwerii) هو نوع من فصيلة طيور بترل.